# 김영유
김영유(金永濡)은 조선 전기의 문신이다. 자는 택부(澤夫)이며 호는 퇴제(退齊)이다. 한성부 출신으로 본관은 경주이다.

## 생애
태종 18년(1418년)에 태어났다. 세종 20년(1438년) 소과에 급제하여 생원이 되고, 세종 29년(1447년) 대과에 급제하여 승문원정자로 초임직을 받았다. 단종 원년에 감찰로서 연경에 다녀왔으며, 귀국 후에 사간원정언이 되었다. 이어 판관이 되었으며 세조가 즉위하자 원종공신에 책록되었다. 죄인을 문송하며 위로하였다는 죄목으로 파직되었으나 곧바로 성균관사예로 복직되었다. 이후 성균관대사성과 호조참의를 지내고 성절사로 다녀왔으며, 황해, 충청, 경상, 전라 각 도의 관찰사를 역임했다. 한성부좌윤을 지내고 개성유수로 나가서는 유학을 진흥시켰으며, 70의 고령으로 치사(致仕)를 청하였으나 성종은 윤허하지 않고 형조참판을 제수하였다. 이후 가정대부로 지중추부사에 체직되었다. 성종 25년(1494년)에 죽었다. 세종, 문종, 단종, 세조, 예종, 성종 등 여섯 임금을 섬겼으며 성품이 부지런하며 공정한 것을 좋아했다고 한다. 이조판서에 증직되었으며 시호는 공평(恭平)이다.

## 가족
- 고조(高祖)
  - 삼사부사(三司副使) 김영백(金英伯)
- 증조(曾祖)
  - 통례문부사(通禮門副使) 김오(金珸)
- 조부(祖父)
  - 형조판서(刑曹判書) 김자수(金自粹)
- 선고(先考)
  - 평양소윤(平壤少尹) 김근(金根)
- 형제(兄弟)
  - 강릉판관(江陵判官) 김영년(金永年)
  - 병조좌랑(兵曹佐郞) 김영원(金永源)
- 자녀(子女)
  - 첨정 증이조판서(僉正 贈吏曹判書) 김훈(金薰)
- 손자(孫子)
  - 이조참판 증이조판서(吏曹參判 贈吏曹判書) 김세필(金世弼)

## 참고 문헌
- 조선왕조실록(朝鮮王朝實錄), 동경잡기(東京雜記), 순암문집(順庵文集), 국조문과방목(國朝文科榜目), 청선고(淸選考), 경주김씨세보(慶州金氏世譜).